# نظریه پایگاه داده

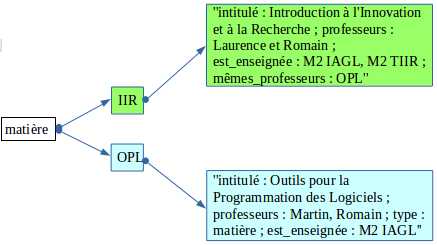
این تصویر نمایی از مدلی است که به توضیح ساختار یک دوره آموزشی در دانشگاه می‌پردازد. برچسب‌ها نام دوره‌ها، استادان مسئول و شرایط ارائه دوره‌ها را نشان می‌دهند، مانند "Introduction à l'Innovation et à la Recherche" که بدست استادان Laurence و Romain تدریس می‌شود و در دو دوره مختلف تحصیلی ارائه می‌گردد. این مدل کمک می‌کند تا دانشجویان و استادان به طور واضحی تقسیم‌بندی میشود.

نظریهٔ پایگاه داده گستره وسیعی از موضوعات مرتبط با مطالعه و تحقیق قلمرو نظری پایگاه داده‌ها و سیستم‌های مدیریت پایگاه داده را پوشش می‌دهد.
جنبه‌های نظری مدیریت داده‌ها در میان زمینه‌های دیگر عبارتند از: مبانی زبان پرس و جو (کوئری)، پیچیدگی محاسباتی و قدرت بیانگری کوئری، تئوری مدل محدود، نظریه طراحی پایگاه داده، نظریه وابستگی، مبانی کنترل همزمان و بازیابی پایگاه داده، پایگاه داده‌های قیاسی، پایگاه داده‌های زمانی و مکانی، پایگاه داده‌های زمان واقعی، مدیریت داده‌های نامشخص و پایگاه‌های احتمالی و داده‌های وب.
اغلب پژوهش‌های تحقیقاتی به‌طور مرسوم بر اساس مدل رابطه ای است، زیرا این مدل معمولاً ساده‌ترین و بنیادی‌ترین مدل مورد توجه است.  نتایج مربوط برای مدل‌های دیگر داده، مانند مدل‌های شی گرا یا نیمه ساختار یافته، یا اخیراً، مدل‌های گراف داده و XML، اغلب از آنهایی که در مدل ارتباطی استفاده می‌شود، مشتق می‌شوند.
تمرکز مرکزی نظریهٔ پایگاه داده در درک پیچیدگی و قدرت زبان کوئری و ارتباط آنها با منطق است. از جبر رابطه ای و منطق مرتبه اول یا حساب محمولات (که با قضیه Codd معادل اند) و یک بینش شروع می‌شوند؛ بینشی که حاصل از بررسی پرس و جوهای مهم مانند دستیابی گراف که در این زبان قابل بیان نیست و زبان قوی تر مبتنی بر برنامه‌نویسی منطقی و منطق ثابت مانند datalog است. تمرکز دیگر بر پایهٔ بهینه‌سازی کوئری و ادغام داده‌ها بود. در اینجا بیشتر پرس و جوهای ترکیبی مورد مطالعه قرار گرفتند که از بهینه‌سازی کوئری حتی تحت محدودیت‌های استفاده از الگوریتم chase پشتیبانی می‌کنند.
کنفرانس‌های پژوهشی اصلی در این حوزه عبارتند از: سمپوزیوم ACM در اصول سیستم‌های پایگاه داده (PODS) و کنفرانس بین‌المللی نظریه پایگاه داده (ICDT).